# Juegos Olímpicos de París 1924
Los Juegos Olímpicos de París 1924, oficialmente conocidos como los Juegos de la VIII Olimpiada, se celebraron en París, Francia, entre el 4 de mayo y el 27 de julio. La sede acogió a 3089 atletas, 2956 hombres y 136 mujeres.

## Acontecimientos
- París fue elegida  sobre las ciudades de Ámsterdam, Berlín, Los Ángeles, Río de Janeiro y Roma.
- Por primera vez se usó el eslogan Olímpico Citius, Altius, Fortius (Más rápido, más alto, más fuerte).
- Fueron los últimos Juegos Olímpicos liderados por Pierre de Coubertin.
- Por primera vez se realizó la Semana de Deportes de Invierno en la ciudad de Chamonix, entre el 25 de enero y el 5 de febrero. Posteriormente, serían nombradas por el Comité Olímpico Internacional como los I Juegos Olímpicos de Invierno
- Los Juegos fueron inaugurados en el Estadio de Colombes, originalmente llamado Stade Olympique Yves-du-Manoir, con una asistencia de 45.000 espectadores.
- Por primera vez se utilizó un logo para los Juegos.
- Los Finlandeses Voladores dominaron las pruebas de larga distancia. Paavo Nurmi ganó las carreras de los 1500 m y 5000 m, realizadas con una hora de diferencia, y el cross-country, realizado con altísimas temperaturas. Ville Ritola ganó la carrera de los 10.000 m y la de 3000 m con obstáculos, y llegó tras Nurmi en las competencias de los 5000 m y el cross-country. Albin Stenroos ganó la maratón, mientras el equipo de Finlandia (con Nurmi y Ritola) salió victorioso en la carrera de postas.
- De forma imprevista, la selección de fútbol de Uruguay maravilló por su calidad y logró la medalla de oro.
- El nadador austro-estadounidense Johnny Weissmüller, famoso por su rol de Tarzán, ganó tres medallas de oro y una de bronce en waterpolo.
- Irlanda participa por primera vez como equipo independiente.
- Fueron los primeros Juegos Olímpicos que constaban de una villa olímpica. Las mujeres estaban alejadas de la capital gala por posibles "tentaciones". Sería más adecuado llamarlo pueblo olímpico.
- Las competiciones de arte formaron parte de los Juegos Olímpicos de 1924 tal como lo deseaba Pierre de Coubertin. Estaban divididas en cinco categorías: arquitectura, literatura, música, pintura y escultura.

## Deportes
El programa olímpico de esta edición comprendía 17 deportes, con 126 pruebas.

### Deportes oficiales
- Atletismo (27)
- Boxeo (8)
- Ciclismo
  -  Ciclismo en pista (4)
  -  Ciclismo en ruta (2)
- Ecuestre
  -  Concurso completo (2)
  -  Doma clásica (1)
  -  Salto ecuestre (2)
- Esgrima (7)
- Fútbol (1)
- Gimnasia (9)
- Halterofilia (5)
- Lucha
  -  Lucha grecorromana (6)
  -  Lucha libre (7)
- Natación (11)
- Pentatlón moderno (1)
- Polo (1)
- Remo (7)
- Rugby (1)
- Saltos (5)
- Tenis (5)
- Tiro (10)
- Vela (3)
- Waterpolo (1)

### Deporte de exhibición
- Baloncesto (1)
- Bastón de combate (1)
- Béisbol (1)
- Juego de palma (1)
- Pelota vasca (1)
- Piraguismo en esprint (6)
- Savate (1)
- Voleibol (2)

### Otras competiciones
- Arte (5)

## Países participantes

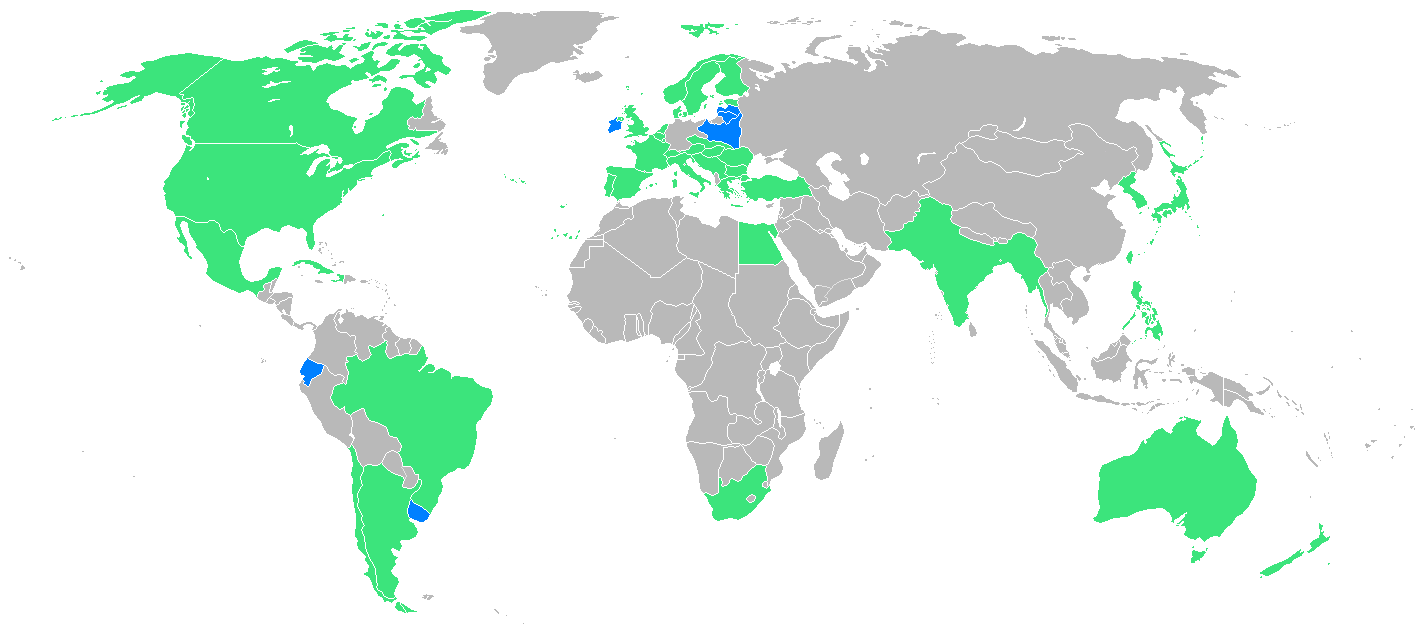
Países participantes (en azul, los debutantes).

Países participantes en la olimpiada:
Argentina, Australia, Austria, Bélgica, Brasil, Bulgaria, Canadá, Checoslovaquia, Chile, Cuba, Dinamarca, Ecuador, Egipto, España, Estados Unidos, Estonia, Filipinas, Finlandia, Francia, Grecia, Haití, Hungría, India, Irlanda, Italia, Japón, Letonia, Lituania, Luxemburgo, México, Mónaco, Noruega, Nueva Zelanda, Países Bajos,  Polonia, Portugal, Reino Unido, Rumanía,  Sudáfrica, Suecia, Suiza, Turquía, Uruguay y Yugoslavia.

## Medallas
País organizador (Francia)
| Núm. | País           | Oro | Plata | Bronce | Total |
| ---- | -------------- | --- | ----- | ------ | ----- |
| 1    | Estados Unidos | 45  | 27    | 27     | 99    |
| 2    | Finlandia      | 14  | 13    | 10     | 37    |
| 3    | Francia        | 13  | 15    | 10     | 38    |
| 4    | Reino Unido    | 9   | 13    | 12     | 34    |
| 5    | Italia         | 8   | 3     | 5      | 16    |
| 6    | Suiza          | 7   | 8     | 10     | 25    |
| 7    | Noruega        | 5   | 2     | 3      | 10    |
| 8    | Suecia         | 4   | 13    | 12     | 29    |
| 9    | Países Bajos   | 4   | 1     | 5      | 10    |
| 10   | Bélgica        | 3   | 7     | 3      | 13    |

## En el cine
La película Chariots of Fire (1981) narra la historia de unos atletas británicos que participan en estos juegos.